# 比亞韋斯托克省 (1945-1998)

1945-1975年的比亞韋斯托克省

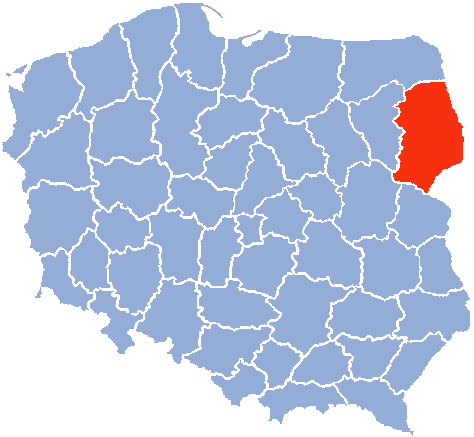
1975-1998年的比亞韋斯托克省

比亞韋斯托克省（Województwo białostockie）是波蘭歷史上的一個省，始於1945年。1999年1月1日被併入波德拉謝省。
1950年以前面積23,201平方公里，1946年人口941,000人，1970年人口1,176,000人。1998年面積10,055平方公里。人口701,400人。首府比亞韋斯托克。